# Uppståndelsekyrkan, Pistsovo
Uppståndelsekyrkan (ryska: Воскресенская церковь; translitteration: Voskresenskaja tserkov; kyrkslaviska bokstäver: Воскресенскаѧ це́рковь) är en övergiven rysk-ortodox kyrkobyggnad belägen i byn Pistsovo i Ivanovo oblast, i den europeiska delen av Ryssland.
Kyrkan är helgad åt Kristi uppståndelse och tillhör Sjujas stift.

## Historik
Uppståndelsekyrkan i Pistsovo byggdes år 1748.

## Kyrkan
- Kyrkan är gjord av sten.[1]
- Inne i kyrkan finns tre altare.[1]